# Józef Appel

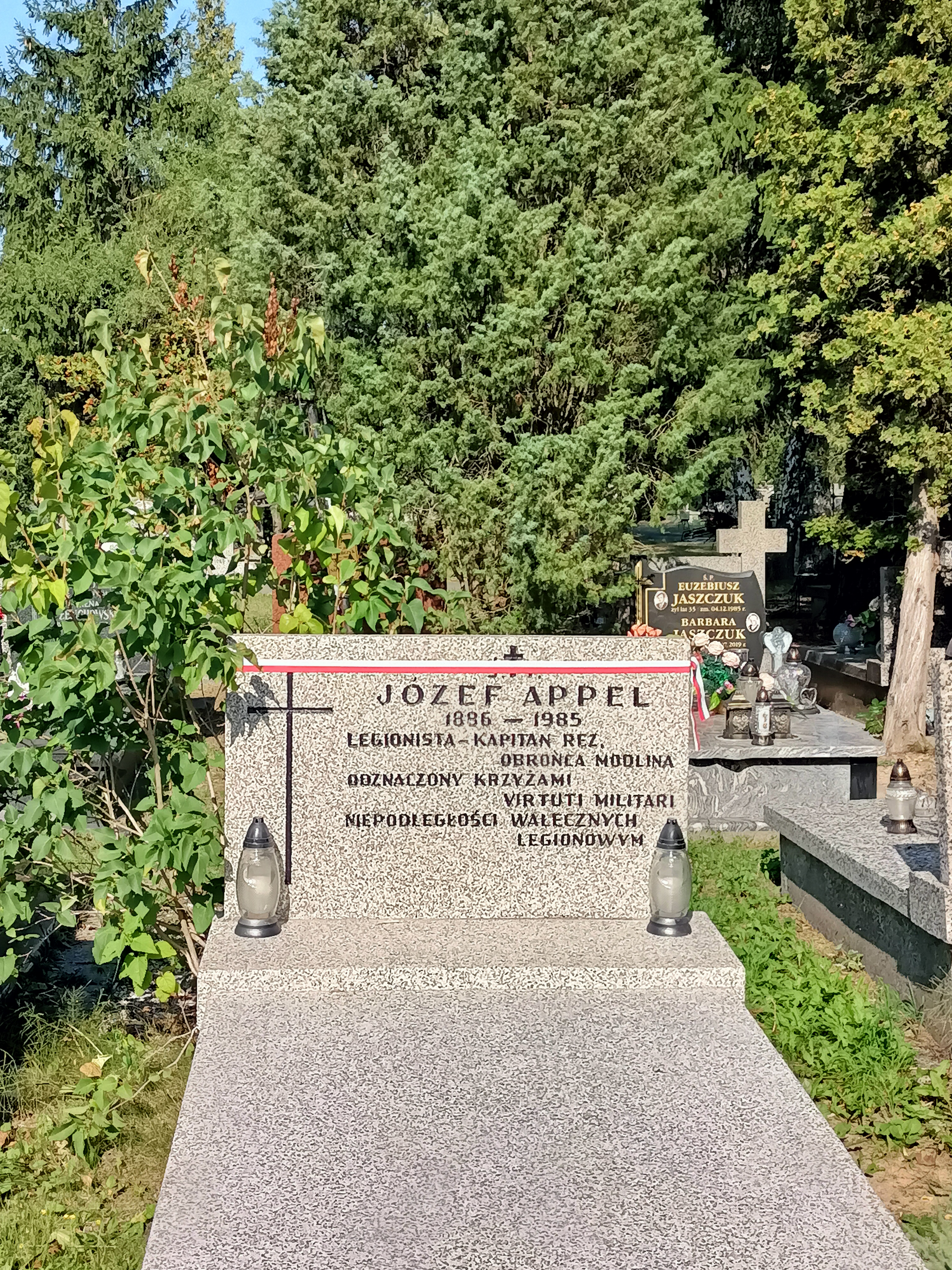
Grób Józefa Appela na Cmentarzu Komunalnym Północnym w Warszawie

Józef Appel (ur. 6 sierpnia 1896 w Tarnowie, zm. 27 listopada 1985 w Warszawie) – kapitan piechoty Wojska Polskiego, działacz niepodległościowy, kawaler Orderu Virtuti Militari.

## Życiorys
Urodził się 6 sierpnia 1896 w Tarnowie, w rodzinie Antoniego i Stanisławy z Rolandów. Ukończył szkołę powszechną i pięć klas gimnazjum w Tarnowie. W 1912 uczył się w Krakowie drukarstwa. Członek „Sokoła”.
W sierpniu 1914 wstąpił do Legionów Polskich i został przydzielony do 8. kompanii 2 pułku piechoty. Od 1 listopada 1917 w Polskim Korpusie Posiłkowym. 1 maja 1918 pod Kaniowem dostał się do niewoli niemieckiej. Od sierpnia 1918 w 4 Dywizji Strzelców Polskich gen. Lucjana Żeligowskiego.
Od czerwca jako podchorąży walczył w szeregach 28 pułku piechoty na wojnie z Ukraińcami, a następnie na wojnie z bolszewikami. 19 lipca 1919 razem z plutonem we wsi Szypowce nad Seretem, sforsował rzekę pod ogniem wojsk nieprzyjacielskich, za który to czyn otrzymał Krzyż Srebrny Orderu Virtuti Militari. 24 maja 1920 został ranny w majątku Mariampol koło wsi Borejki na froncie litewsko-białoruskim. Leczył się w szpitalu w Łodzi, a następnie został przeniesiony na front do 15 pułku piechoty. 30 września 1920 dowódca 4 Armii mianował go podporucznikiem. Po zawieszeniu broni został odkomenderowany na trzymiesięczny kurs oficerów łączności w Grodnie. Po ukończeniu kursu wrócił do pułku w Dęblinie i objął dowództwo plutonu łączności. 15 lutego 1922 został przeniesiony do rezerwy.
8 stycznia 1924 został zatwierdzony w stopniu porucznika ze starszeństwem z 1 czerwca 1919 i 2869. lokatą w korpusie oficerów rezerwy piechoty. Posiadał wówczas przydział w rezerwie do 18 pułku piechoty w Skierniewicach. W 1934, jako oficer rezerwy pozostawał w ewidencji Powiatowej Komendy Uzupełnień Warszawa Miasto III i nadal był przydzielony w rezerwie do 18 pułku piechoty. Na stopień kapitana został awansowany ze starszeństwem z dniem 19 marca 1939 i 68. lokatą w korpusie oficerów rezerwy piechoty.
Zamieszkał w Warszawie przy ul. Krochmalnej 34 m. 114. W 1928 został zatrudniony w Głównej Drukami Wojskowej, w charakterze pracownika kontraktowego na stanowisku magazyniera. Później został kierownikiem magazynu surowców. 24 lutego 1936 został zwolniony z pracy przez kierownika drukarni majora Rajmunda Radłowicza. Był członkiem Związku Legionistów Polskich.
Podczas II wojny światowej był jeńcem Oflagu II C Woldenberg o nr 32556/XIII.A. Po wojnie pracował w Warszawie do 1961 jako drukarz. Zmarł 27 listopada 1985 w Warszawie i został pochowany na Cmentarzu Komunalnym Północnym (kwatera W-X-10, rząd 6, miejsce 17).
Od 1927 był żonaty z Amelią Milęcką, z którą miał córkę Danutę Kazimierę (ur. 15 maja 1928).

## Ordery i odznaczenia
- Krzyż Srebrny Orderu Wojskowego Virtuti Militari nr 6920 – 10 maja 1922[17][12][18]
- Krzyż Niepodległości – 15 kwietnia 1932 „za pracę w dziele odzyskania niepodległości”[19]
- Krzyż Walecznych po raz pierwszy i drugi nr 40976 oraz po raz trzeci nr 22811[15][20]